# Хремкин, Константин Геннадьевич
Константин Геннадьевич Хремкин (род. 17 апреля 2002, Череповец, Вологодская область) — российский хоккеист, нападающий.

## Биография
Воспитанник череповецкой «Северстали». С конца 2027 года — в петербургском СКА. В сезоне 2018/19 дебютировал за команду МХЛ «СКА-1946». В сезонах 2019/20 — 2020/21 играл в МХЛ за «СКА-Варяги», сезон 2021/22 вновь провёл в «СКА-1946». Выступал за клубы «Юнисон-Москва» (НМХЛ, 2022/23), «Норильск» (ВХЛ, 2023/24). С сезона 2024/25 — в системе екатеринбургского «Автомобилиста», игрок команды ВХЛ «Горняк-УГМК». 17 октября 2024 года в гостевом матче против «Витязя» (3:1) дебютировал в КХЛ.